# École de Dakar (art)
Pour les articles homonymes, voir École de Dakar.
L'École de Dakar est un mouvement de renouveau artistique né au Sénégal à l'aube de l'indépendance entre 1960 et 1974, encouragé par le président sénégalais Léopold Sédar Senghor  dans le cadre de la négritude, et mis en œuvre par des personnalités telles que – parmi bien d'autres – Papa Ibra Tall et Pierre André Lods. 

## Histoire
En 1960, sous l'impulsion du Président Senghor, homme de culture, est créé de l’École des arts qui succède à la maison des arts du Mali (après la dissolution de la Fédération du Mali regroupant Sénégal et Mali actuel).
Au delà de cette institution, il s'agit pour le Président de créer un Art nouveau au Sénégal répondant à ses aspirations idéologiques.
Papa Ibra Tall sera son premier Directeur pendant 7 ans avant de laisser sa place à Pierre Lods (fondateur en 1951 de l’École de Poto Poto à Brazzaville - en République du Congo) qui avait intégré l'Ecole en 1961.
La fameuse Manufacture Sénégalaise des Arts Décoratifs de Thiès, dont les tapisseries ornent aujourd'hui les Palais royaux et présidentiels du monde entier et le siège de l'ONU à New York, naîtra également en 1966 dans le contexte de la création de l’École de Dakar.

## Philosophie du mouvement artistique
Sous l'influence du Président sénégalais, la démarche visait à former un Art contemporain mondialisé au Sénégal.
Dans le sillage de l'idéologie senghorienne de la négritude, elle avait pour but de démontrer que l’Africain était capable de créer du beau sur le modèle de l'art contemporain occidental.
Le mouvement privilégie des couleurs chaudes, des représentations figuratives comme abstraites avec des références aux mythologies africaines, des signes et formes asymétriques. Il promeut une sensibilité innée et spontanée et une liberté pour créer.

## Artistes
Parmi les artistes qui font partie de l'École de Dakar Amadou Ba (1945), Seydou Barry (1943), Boubacar Coulibaly(1944-1984), Alpha Walid Diallo (1927), Boubacar Diallo, Ansoumana Diedhiou (1949), Bacary Dieme (1947), Bocar Pathé Diong (1946), Cheikh Diop, M’Baye Diop (1951), Daouda Diouck (1951), Ibou Diouf (1953), Théodore Diouf (1949), Mor Faye (1947-1985), Ousmane Faye (1940), Boubacar Goudialy (1946), Khalipha Gueye (Serigne M’Baye Gueye, 1945), Madema Gueye, Souleymane Keita (1947), Ousseynou Ly, Mohamadou Mbaye (1945), El Hadj M’Boup (1950), Abdoulaye Ndiaye (1936), Djibril N’Diaye (1945)11, Iba N'Diaye (1928, Senegal/Francia), Abdoulaye Ndoye (1951), Amadou Niang (1961), Maodo Niang (1949), Modou Niang, Amadou Seck (1950), Diatta Seck, Philippe Sène (1949), Amadou Seydou, Younousse Sèye (1940), Papa Sidy Diop, Amadou Sow (1951), Papa Ibra Tall (1935), Chérif Thiam (1951), Boubacar Sadikh Traoré (Sadikh, 1956) e Ousmane Wade, Amadou Wade Sarr, Kazi Salhab